# Llista de topònims del Port de la Selva
Llista de topònims (noms propis de lloc) del municipi del Port de la Selva, a l'Alt Empordà
Informació actualitzada per un bot. Els canvis manuals es perdran quan s'actualitzi!

## assentament humà
| imatge | Nom                               | Ubicat a            | instància de     | Detalls | coordenades                                                       | Protecció | Commons (més fotos) | Dades a WD                    |
| ------ | --------------------------------- | ------------------- | ---------------- | ------- | ----------------------------------------------------------------- | --------- | ------------------- | ----------------------------- |
|        | Beleser                           | el Port de la Selva | assentament humà |         | 42° 20′ 56″ N, 3° 10′ 34″ E / 42.348875°N,3.176201°E              |           |                     | Modifica les dades a Wikidata |
|        | Cap de Vol i el Far de s’Arenella | el Port de la Selva | assentament humà |         | 42° 20′ 15″ N, 3° 12′ 15″ E / 42.3375°N,3.20417°E                 |           |                     | Modifica les dades a Wikidata |
|        | Panoramar                         | el Port de la Selva | assentament humà |         | 42° 20′ 00″ N, 3° 11′ 42″ E / 42.333222222222°N,3.1951111111111°E |           |                     | Modifica les dades a Wikidata |
|        | Port de la Vall                   | el Port de la Selva | assentament humà |         | 42° 20′ 34″ N, 3° 11′ 09″ E / 42.34277778°N,3.18581944°E          |           |                     | Modifica les dades a Wikidata |
|        | Tamariua                          | el Port de la Selva | assentament humà |         | 42° 20′ 44″ N, 3° 12′ 20″ E / 42.345444444444°N,3.2055°E          |           |                     | Modifica les dades a Wikidata |
|        | el Mirador                        | el Port de la Selva | assentament humà |         | 42° 19′ 29″ N, 3° 11′ 15″ E / 42.3246°N,3.1876°E                  |           |                     | Modifica les dades a Wikidata |
|        | el Rec de Canet                   | el Port de la Selva | assentament humà |         | 42° 20′ 12″ N, 3° 11′ 18″ E / 42.3366°N,3.1884°E                  |           |                     | Modifica les dades a Wikidata |
|        | l'Erola                           | el Port de la Selva | assentament humà |         | 42° 19′ 59″ N, 3° 11′ 26″ E / 42.332921°N,3.190492°E              |           |                     | Modifica les dades a Wikidata |
|        | la Móra                           | el Port de la Selva | assentament humà |         |                                                                   |           |                     | Modifica les dades a Wikidata |
|        | la Vista                          | el Port de la Selva | assentament humà |         |                                                                   |           |                     | Modifica les dades a Wikidata |
|        | les Figuerasses                   | el Port de la Selva | assentament humà |         |                                                                   |           |                     | Modifica les dades a Wikidata |

## badia
| imatge | Nom                        | Ubicat a            | instància de | Detalls | coordenades                                        | Protecció | Commons (més fotos)        | Dades a WD                    |
| ------ | -------------------------- | ------------------- | ------------ | ------- | -------------------------------------------------- | --------- | -------------------------- | ----------------------------- |
|        | badia del Port de la Selva | el Port de la Selva | badia        |         | 42° 20′ 43″ N, 3° 11′ 36″ E / 42.34529°N,3.19324°E |           | Badia del Port de la Selva | Modifica les dades a Wikidata |
|        | el Golfet                  | el Port de la Selva | badia        |         | 42° 20′ 27″ N, 3° 15′ 00″ E / 42.34091°N,3.25006°E |           | El Golfet                  | Modifica les dades a Wikidata |

## barraca de vinya
| imatge | Nom                                                           | Ubicat a            | instància de     | Detalls                                  | coordenades                                                                                      | Protecció                                  | Commons (més fotos)      | Dades a WD                    |
| ------ | ------------------------------------------------------------- | ------------------- | ---------------- | ---------------------------------------- | ------------------------------------------------------------------------------------------------ | ------------------------------------------ | ------------------------ | ----------------------------- |
|        | Barraca al camí de Can Birba                                  | el Port de la Selva | barraca de vinya | Estil: arquitectura popular              |                                                                                                  | bé integrant del patrimoni cultural català |                          | Modifica les dades a Wikidata |
|        | Barraca i cisterna del Camí del Mas Paltré                    | el Port de la Selva | barraca de vinya | Estil: arquitectura popular              | 42° 19′ 18″ N, 3° 13′ 29″ E / 42.321656°N,3.224849°E                                             | bé integrant del patrimoni cultural català |                          | Modifica les dades a Wikidata |
|        | Barraca i estable prop del Mas Perafita                       | el Port de la Selva | barraca de vinya | Estil: arquitectura popular              | 42° 17′ 42″ N, 3° 13′ 50″ E / 42.295113°N,3.230548°E                                             | bé integrant del patrimoni cultural català |                          | Modifica les dades a Wikidata |
|        | Barraca prop de la carretera de Perafita                      | el Port de la Selva | barraca de vinya | Estil: arquitectura popular              | 42° 18′ 27″ N, 3° 13′ 19″ E / 42.30763°N,3.222015°E                                              | bé integrant del patrimoni cultural català |                          | Modifica les dades a Wikidata |
|        | Barraca prop del Mas Alfaras                                  | el Port de la Selva | barraca de vinya | Estil: arquitectura popular              | 42° 19′ 19″ N, 3° 14′ 38″ E / 42.322082°N,3.243982°E                                             | bé integrant del patrimoni cultural català |                          | Modifica les dades a Wikidata |
|        | Barraca prop del Mas Perafita II                              | el Port de la Selva | barraca de vinya | Estil: arquitectura popular              | 42° 17′ 41″ N, 3° 13′ 38″ E / 42.294777°N,3.22715°E                                              | bé integrant del patrimoni cultural català |                          | Modifica les dades a Wikidata |
|        | Barraca prop del Mas Puignau                                  | el Port de la Selva | barraca de vinya | Estil: arquitectura popular              | 42° 19′ 53″ N, 3° 13′ 05″ E / 42.331499°N,3.218122°E                                             | bé integrant del patrimoni cultural català |                          | Modifica les dades a Wikidata |
|        | Barraca prop del còrrec de la Regalada                        | el Port de la Selva | barraca de vinya | Estil: arquitectura popular              | 42° 18′ 43″ N, 3° 13′ 11″ E / 42.312018°N,3.21968°E                                              | bé integrant del patrimoni cultural català |                          | Modifica les dades a Wikidata |
|        | Barraca prop del puig Margall                                 | el Port de la Selva | barraca de vinya | Estil: arquitectura popular              | 42° 19′ 50″ N, 3° 08′ 02″ E / 42.330564°N,3.134016°E                                             | bé integrant del patrimoni cultural català |                          | Modifica les dades a Wikidata |
|        | Barraca semi-rupestre a l'esquerra prop del còrrec d'en Ravès | el Port de la Selva | barraca de vinya | Estil: arquitectura popular              | 42° 18′ 33″ N, 3° 13′ 16″ E / 42.30907°N,3.221053°E                                              | bé integrant del patrimoni cultural català |                          | Modifica les dades a Wikidata |
|        | Barraca semi-rupestre còrrec d'en Ravès                       | el Port de la Selva | barraca de vinya | Estil: arquitectura popular              | 42° 18′ 33″ N, 3° 13′ 22″ E / 42.30913°N,3.222892°E                                              | bé integrant del patrimoni cultural català |                          | Modifica les dades a Wikidata |
|        | Barraca semi-rupestre del Còrrec de les Cavorques             | el Port de la Selva | barraca de vinya | Estil: arquitectura popular              | 42° 19′ 19″ N, 3° 12′ 56″ E / 42.321847°N,3.215637°E                                             | bé integrant del patrimoni cultural català |                          | Modifica les dades a Wikidata |
|        | Barraca semi-rupestre i cisterna prop del còrrec d'en Ravès   | el Port de la Selva | barraca de vinya | Estil: arquitectura popular              | 42° 18′ 35″ N, 3° 13′ 20″ E / 42.309847°N,3.222105°E                                             | bé integrant del patrimoni cultural català |                          | Modifica les dades a Wikidata |
|        | Barraca semi-rupestre prop de Can Birba                       | el Port de la Selva | barraca de vinya | Estil: arquitectura popular              |                                                                                                  | bé integrant del patrimoni cultural català |                          | Modifica les dades a Wikidata |
|        | Barraca semi-rupestre prop del còrrec d'en Ravès              | el Port de la Selva | barraca de vinya | Estil: arquitectura popular              | 42° 18′ 35″ N, 3° 13′ 20″ E / 42.309847°N,3.222105°E                                             | bé integrant del patrimoni cultural català |                          | Modifica les dades a Wikidata |
|        | Barraques prop del puig de l'Oratori                          | el Port de la Selva | barraca de vinya | Estil: arquitectura popular              | 42° 19′ 46″ N, 3° 12′ 58″ E / 42.329312°N,3.216184°E                                             | bé integrant del patrimoni cultural català |                          | Modifica les dades a Wikidata |
|        | barraca a la dreta del còrrec de la Regalada                  | el Port de la Selva | barraca de vinya | Estil: arquitectura popular              | 42° 18′ 49″ N, 3° 13′ 07″ E / 42.313623°N,3.218576°E                                             | bé integrant del patrimoni cultural català |                          | Modifica les dades a Wikidata |
|        | barraca de Bufadors I                                         | el Port de la Selva | barraca de vinya | Estil: arquitectura popular 17th century | 42° 18′ 13″ N, 3° 14′ 16″ E / 42.303647°N,3.23765°E ca:Camí de Mas Bufadors, paratge de Bufadors | bé integrant del patrimoni cultural català | Barraca de Bufadors I    | Modifica les dades a Wikidata |
|        | barraca de Bufadors II                                        | el Port de la Selva | barraca de vinya | Estil: arquitectura popular              | 42° 18′ 12″ N, 3° 14′ 19″ E / 42.303397°N,3.238625°E                                             | bé integrant del patrimoni cultural català |                          | Modifica les dades a Wikidata |
|        | barraca de la muntanya de les Cavorques                       | el Port de la Selva | barraca de vinya | Estil: arquitectura popular              | 42° 19′ 14″ N, 3° 12′ 46″ E / 42.320555°N,3.212653°E                                             | bé integrant del patrimoni cultural català |                          | Modifica les dades a Wikidata |
|        | barraca de vinya prop del Mas Perafita                        | el Port de la Selva | barraca de vinya | Estil: arquitectura popular              | 42° 17′ 35″ N, 3° 13′ 51″ E / 42.293135°N,3.230818°E                                             | bé integrant del patrimoni cultural català |                          | Modifica les dades a Wikidata |
|        | barraca del Bufadors III                                      | el Port de la Selva | barraca de vinya | Estil: arquitectura popular 18th century | 42° 18′ 12″ N, 3° 14′ 14″ E / 42.303396°N,3.237121°E ca:Camí de Mas Bufadors                     | bé integrant del patrimoni cultural català | Barraca del Bufadors III | Modifica les dades a Wikidata |
|        | barraca del Bufadors IV                                       | el Port de la Selva | barraca de vinya | Estil: arquitectura popular 18th century | 42° 18′ 08″ N, 3° 14′ 10″ E / 42.302191°N,3.236243°E ca:Camí de Mas Bufadors                     | bé integrant del patrimoni cultural català | Barraca del Bufadors IV  | Modifica les dades a Wikidata |
|        | barraca del camí de Taballera                                 | el Port de la Selva | barraca de vinya | Estil: arquitectura popular              | 42° 19′ 43″ N, 3° 13′ 26″ E / 42.328586°N,3.223807°E                                             | bé integrant del patrimoni cultural català |                          | Modifica les dades a Wikidata |
|        | barraca del camí de la Cala Taballera                         | el Port de la Selva | barraca de vinya | Estil: arquitectura popular              | 42° 19′ 38″ N, 3° 14′ 33″ E / 42.327242°N,3.242418°E                                             | bé integrant del patrimoni cultural català |                          | Modifica les dades a Wikidata |
|        | barraques de Cruells I                                        | el Port de la Selva | barraca de vinya | Estil: arquitectura popular              | 42° 20′ 30″ N, 3° 09′ 56″ E / 42.341738°N,3.165681°E                                             | bé integrant del patrimoni cultural català |                          | Modifica les dades a Wikidata |
|        | barraques de Cruells II                                       | el Port de la Selva | barraca de vinya | Estil: arquitectura popular              | 42° 20′ 27″ N, 3° 09′ 48″ E / 42.340916°N,3.163242°E                                             | bé integrant del patrimoni cultural català |                          | Modifica les dades a Wikidata |
|        | barraques de la Mallareta                                     | el Port de la Selva | barraca de vinya | Estil: arquitectura popular              | 42° 19′ 29″ N, 3° 13′ 17″ E / 42.324792°N,3.221278°E                                             | bé integrant del patrimoni cultural català |                          | Modifica les dades a Wikidata |
|        | barraques del Port de la Selva                                | el Port de la Selva | barraca de vinya | Estil: arquitectura popular              | 42° 20′ 30″ N, 3° 09′ 56″ E / 42.3417°N,3.16568°E                                                |                                            |                          | Modifica les dades a Wikidata |
|        | barraques del camí del Mas Godó                               | el Port de la Selva | barraca de vinya | Estil: arquitectura popular              | 42° 19′ 12″ N, 3° 13′ 41″ E / 42.320026°N,3.2281°E                                               | bé integrant del patrimoni cultural català |                          | Modifica les dades a Wikidata |
|        | barraques dels Torrellons                                     | el Port de la Selva | barraca de vinya | Estil: arquitectura popular              | 42° 19′ 22″ N, 3° 13′ 10″ E / 42.322694°N,3.219469°E                                             | bé integrant del patrimoni cultural català |                          | Modifica les dades a Wikidata |

## búnquer
| imatge | Nom                             | Ubicat a            | instància de | Detalls                     | coordenades                                          | Protecció                                  | Commons (més fotos) | Dades a WD                    |
| ------ | ------------------------------- | ------------------- | ------------ | --------------------------- | ---------------------------------------------------- | ------------------------------------------ | ------------------- | ----------------------------- |
|        | Búnquer del Torrelló            | el Port de la Selva | búnquer      | Estil: arquitectura popular | 42° 19′ 29″ N, 3° 13′ 04″ E / 42.3248°N,3.21767°E    | bé integrant del patrimoni cultural català |                     | Modifica les dades a Wikidata |
|        | Búnquer-barraca dels Torrellons | el Port de la Selva | búnquer      | Estil: arquitectura popular | 42° 19′ 17″ N, 3° 13′ 13″ E / 42.321315°N,3.220228°E | bé integrant del patrimoni cultural català |                     | Modifica les dades a Wikidata |

## cabana
| imatge | Nom                   | Ubicat a            | instància de | Detalls                     | coordenades                                                                 | Protecció                                  | Commons (més fotos) | Dades a WD                    |
| ------ | --------------------- | ------------------- | ------------ | --------------------------- | --------------------------------------------------------------------------- | ------------------------------------------ | ------------------- | ----------------------------- |
|        | barraca d'en Piella   | el Port de la Selva | cabana       |                             | 42° 19′ 49″ N, 3° 14′ 56″ E / 42.330338°N,3.248829°E ca:Platja de Tavallera |                                            | Barraca d'en Piella | Modifica les dades a Wikidata |
|        | barraca de Cala Prona | el Port de la Selva | cabana       | Estil: arquitectura popular | 42° 20′ 14″ N, 3° 15′ 43″ E / 42.3371°N,3.26201°E                           | bé integrant del patrimoni cultural català |                     | Modifica les dades a Wikidata |
|        | corral d'en Caballero | el Port de la Selva | cabana       |                             | 42° 19′ 15″ N, 3° 16′ 23″ E / 42.3209494357861°N,3.27316685709582°E         |                                            |                     | Modifica les dades a Wikidata |
|        | corral de l'Almeda    | el Port de la Selva | cabana       |                             | 42° 19′ 41″ N, 3° 11′ 33″ E / 42.3280840321162°N,3.19247280140835°E         |                                            |                     | Modifica les dades a Wikidata |
|        | corral de la Birba    | el Port de la Selva | cabana       |                             | 42° 19′ 32″ N, 3° 15′ 22″ E / 42.3255006093549°N,3.25623148965267°E         |                                            |                     | Modifica les dades a Wikidata |
|        | corral de la Fangal   | el Port de la Selva | cabana       |                             | 42° 18′ 59″ N, 3° 16′ 00″ E / 42.3164795839021°N,3.26670382525482°E         |                                            |                     | Modifica les dades a Wikidata |

## cala
| imatge | Nom            | Ubicat a            | instància de | Detalls | coordenades                                                            | Protecció | Commons (més fotos) | Dades a WD                    |
| ------ | -------------- | ------------------- | ------------ | ------- | ---------------------------------------------------------------------- | --------- | ------------------- | ----------------------------- |
|        | Cala Galladera | el Port de la Selva | cala         |         | 42° 19′ 58″ N, 3° 16′ 45″ E / 42.3327378653531°N,3.2791977930598692°E  |           |                     | Modifica les dades a Wikidata |
|        | Cala Prona     | el Port de la Selva | cala         |         | 42° 20′ 15″ N, 3° 15′ 45″ E / 42.33736354726697°N,3.2624237819104667°E |           |                     | Modifica les dades a Wikidata |
|        | Cala Ravener   | el Port de la Selva | cala         |         | 42° 20′ 03″ N, 3° 15′ 14″ E / 42.33411300625721°N,3.2539916038513184°E |           |                     | Modifica les dades a Wikidata |

## cap
| imatge | Nom                    | Ubicat a            | instància de | Detalls | coordenades                                        | Protecció | Commons (més fotos) | Dades a WD                    |
| ------ | ---------------------- | ------------------- | ------------ | ------- | -------------------------------------------------- | --------- | ------------------- | ----------------------------- |
|        | Cap Gros               | el Port de la Selva | cap          |         | 42° 20′ 54″ N, 3° 14′ 18″ E / 42.34827°N,3.23839°E |           |                     | Modifica les dades a Wikidata |
|        | cap Ravener            | el Port de la Selva | cap          |         | 42° 20′ 08″ N, 3° 15′ 04″ E / 42.33545°N,3.25109°E |           |                     | Modifica les dades a Wikidata |
|        | punta Blanca           | el Port de la Selva | cap          |         | 42° 21′ 04″ N, 3° 13′ 41″ E / 42.35106°N,3.22809°E |           |                     | Modifica les dades a Wikidata |
|        | punta dels Farallons   | el Port de la Selva | cap          |         | 42° 20′ 28″ N, 3° 15′ 42″ E / 42.34104°N,3.26157°E |           |                     | Modifica les dades a Wikidata |
|        | punta dels Tres Frares | el Port de la Selva | cap          |         | 42° 20′ 09″ N, 3° 16′ 45″ E / 42.33571°N,3.27925°E |           |                     | Modifica les dades a Wikidata |

## casa
| imatge | Nom                            | Ubicat a            | instància de | Detalls                                  | coordenades                                                               | Protecció                                  | Commons (més fotos)                                  | Dades a WD                    |
| ------ | ------------------------------ | ------------------- | ------------ | ---------------------------------------- | ------------------------------------------------------------------------- | ------------------------------------------ | ---------------------------------------------------- | ----------------------------- |
|        | Casa Girasol                   | el Port de la Selva | casa         | Arquitecte: Clara de Solà-Morales Serra  | 42° 20′ 43″ N, 3° 12′ 24″ E / 42.345288888889°N,3.2065416666667°E         |                                            | Casa Girasol                                         | Modifica les dades a Wikidata |
|        | Casa del Mirador               | el Port de la Selva | casa         | 20th century                             | 42° 20′ 27″ N, 3° 12′ 25″ E / 42.340897°N,3.207065°E ca:C. del Mirador    | bé integrant del patrimoni cultural català | Casa del Mirador (el Port de la Selva)               | Modifica les dades a Wikidata |
|        | casa al carrer Sant Baldiri, 6 | el Port de la Selva | casa         | Estil: arquitectura popular 20th century | 42° 20′ 17″ N, 3° 12′ 16″ E / 42.338052°N,3.20433°E ca:C. Sant Baldiri, 6 | bé integrant del patrimoni cultural català | Casa al carrer Sant Baldiri, 6 (el Port de la Selva) | Modifica les dades a Wikidata |
|        | casa al carrer del Mar, 10     | el Port de la Selva | casa         | Estil: arquitectura popular              | 42° 20′ 25″ N, 3° 12′ 14″ E / 42.340165°N,3.203879°E                      | bé integrant del patrimoni cultural català | Carrer del Mar 10                                    | Modifica les dades a Wikidata |
|        | les Cases Barates              | el Port de la Selva | casa         |                                          | 42° 20′ 37″ N, 3° 12′ 10″ E / 42.34347891459272°N,3.20277214050293°E      |                                            | Les Cases Barates (el Port de la Selva)              | Modifica les dades a Wikidata |

## cova
| imatge | Nom                      | Ubicat a            | instància de | Detalls | coordenades                                                         | Protecció | Commons (més fotos) | Dades a WD                    |
| ------ | ------------------------ | ------------------- | ------------ | ------- | ------------------------------------------------------------------- | --------- | ------------------- | ----------------------------- |
|        | cova del Conill          | el Port de la Selva | cova         |         | 42° 20′ 49″ N, 3° 12′ 13″ E / 42.346968462466°N,3.20372430429221°E  |           | Cova del Conill     | Modifica les dades a Wikidata |
|        | cova del Port de la Vall | el Port de la Selva | cova         |         | 42° 20′ 45″ N, 3° 11′ 08″ E / 42.3457656191653°N,3.18546086121473°E |           |                     | Modifica les dades a Wikidata |
|        | cova dels Encantats      | el Port de la Selva | cova         |         | 42° 18′ 21″ N, 3° 13′ 48″ E / 42.3057516118675°N,3.23002910553928°E |           |                     | Modifica les dades a Wikidata |
|        | les Cavorques            | el Port de la Selva | cova         |         | 42° 19′ 11″ N, 3° 12′ 40″ E / 42.3196215855518°N,3.21105094049714°E |           |                     | Modifica les dades a Wikidata |

## dolmen
| imatge | Nom                           | Ubicat a                | instància de                | Detalls | coordenades                                                         | Protecció                                  | Commons (més fotos)           | Dades a WD                    |
| ------ | ----------------------------- | ----------------------- | --------------------------- | ------- | ------------------------------------------------------------------- | ------------------------------------------ | ----------------------------- | ----------------------------- |
|        | dolmen de Móres Altes         | el Port de la Selva     | dolmen                      |         | 42° 19′ 57″ N, 3° 11′ 01″ E / 42.332407°N,3.183743°E                |                                            |                               | Modifica les dades a Wikidata |
|        | dolmen de Pujolar             | el Port de la Selva     | dolmen                      |         | 42° 20′ 29″ N, 3° 07′ 44″ E / 42.3414481363749°N,3.12892509547993°E |                                            |                               | Modifica les dades a Wikidata |
|        | dolmen de les Vinyes Mortes I | el Port de la Selva     | dolmen jaciment arqueològic |         | 42° 19′ 47″ N, 3° 08′ 02″ E / 42.329778°N,3.133806°E 367 msnm       | bé integrant del patrimoni cultural català | Dolmen de les Vinyes Mortes I | Modifica les dades a Wikidata |
|        | dolmen del Mas de la Mata     | el Port de la Selva     | dolmen                      |         | 42° 20′ 15″ N, 3° 08′ 34″ E / 42.3375951399772°N,3.1427557943267°E  |                                            |                               | Modifica les dades a Wikidata |
|        | dolmen del Pujolar            | el Port de la Selva     | dolmen                      |         | 42° 20′ 28″ N, 3° 08′ 05″ E / 42.3412253470259°N,3.13470318254919°E |                                            |                               | Modifica les dades a Wikidata |
|        | dolmen dels Encantats         | el Port de la Selva     | dolmen                      |         | 42° 18′ 19″ N, 3° 13′ 49″ E / 42.3053996427516°N,3.2303918112958°E  |                                            |                               | Modifica les dades a Wikidata |
|        | dólmens de Vinyes Mortes      | Pau el Port de la Selva | dolmen jaciment arqueològic |         | 42° 19′ 48″ N, 3° 08′ 02″ E / 42.33°N,3.134°E                       |                                            |                               | Modifica les dades a Wikidata |
|        | paradolmen de la Pallera      | el Port de la Selva     | dolmen paradolmen           |         | 42° 19′ 49″ N, 3° 09′ 25″ E / 42.330178°N,3.15699°E                 |                                            | Paradolmen de la Pallera      | Modifica les dades a Wikidata |

## edifici
| imatge | Nom                                         | Ubicat a            | instància de | Detalls                     | coordenades                                                             | Protecció                                  | Commons (més fotos) | Dades a WD                    |
| ------ | ------------------------------------------- | ------------------- | ------------ | --------------------------- | ----------------------------------------------------------------------- | ------------------------------------------ | ------------------- | ----------------------------- |
|        | Cafè Espanya                                | el Port de la Selva | edifici      |                             | 42° 20′ 19″ N, 3° 12′ 15″ E / 42.338748551844425°N,3.2041400671005253°E |                                            | Café Espanya        | Modifica les dades a Wikidata |
|        | Hospital de Pelegrins de Sant Pere de Rodes | el Port de la Selva | edifici      | Estil: art preromànic       | 42° 19′ 50″ N, 3° 08′ 02″ E / 42.3306°N,3.13402°E                       | bé integrant del patrimoni cultural català |                     | Modifica les dades a Wikidata |
|        | Pous de Can Magí                            | el Port de la Selva | edifici      | Estil: arquitectura popular |                                                                         | bé integrant del patrimoni cultural català |                     | Modifica les dades a Wikidata |

## entitat singular de població
| imatge | Nom                 | Ubicat a            | instància de                                                                   | Detalls  | coordenades                                                       | Protecció | Commons (més fotos) | Dades a WD                    |
| ------ | ------------------- | ------------------- | ------------------------------------------------------------------------------ | -------- | ----------------------------------------------------------------- | --------- | ------------------- | ----------------------------- |
|        | Cap de Creus        | el Port de la Selva | entitat singular de població                                                   | 15 hab   | 42° 19′ 16″ N, 3° 14′ 28″ E / 42.321233°N,3.24099°E 1 msnm        |           |                     | Modifica les dades a Wikidata |
|        | Serra de Rodes      | el Port de la Selva | entitat singular de població                                                   | 34 hab   | 42° 20′ 05″ N, 3° 09′ 00″ E / 42.334789°N,3.150051°E 163.806 msnm |           |                     | Modifica les dades a Wikidata |
|        | el Port de la Selva | el Port de la Selva | entitat singular de població ens local històric de Catalunya capital municipal | 1009 hab | 42° 20′ 29″ N, 3° 12′ 08″ E / 42.34149°N,3.20217°E 19 msnm        |           |                     | Modifica les dades a Wikidata |

## església
| imatge | Nom                                               | Ubicat a            | instància de                | Detalls | coordenades                                                                                         | Protecció                                            | Commons (més fotos)                           | Dades a WD                    |
| ------ | ------------------------------------------------- | ------------------- | --------------------------- | --- | --------------------------------------------------------------------------------------------------- | ---------------------------------------------------- | --------------------------------------------- | ----------------------------- |
|        | Iglesia de San Pedro de Roda Iglesia fortificada) | el Port de la Selva | església                    | | | bé d'interès cultural                                |                                               | Modifica les dades a Wikidata |
|        | Sant Baldiri de Tavellera                         | el Port de la Selva | església monestir           | Estil: art preromànic arquitectura barroca 10th century                                                             | 42° 19′ 33″ N, 3° 13′ 47″ E / 42.3257°N,3.22984°E ca:Muntanya de Sant Baldiri 127 msnm              | bé cultural d'interès local                          | Sant Baldiri de Taballera                     | Modifica les dades a Wikidata |
|        | Sant Fruitós de la Vall de Santa Creu             | el Port de la Selva | església                    | Estil: arquitectura popular                                                                                         | 42° 20′ 09″ N, 3° 10′ 00″ E / 42.3359°N,3.16664°E                                                   | bé integrant del patrimoni cultural català           |                                               | Modifica les dades a Wikidata |
|        | Santa Helena de Rodes                             | el Port de la Selva | església                    | Estil: art preromànic arquitectura romànica arquitectura popular 9th century Anomenat per: Helena de Constantinoble | 42° 19′ 36″ N, 3° 09′ 36″ E / 42.326641°N,3.160055°E ca:Antic poble de Santa Creu de Rodes 539 msnm | bé d'interès cultural bé cultural d'interès nacional | Santa Helena de Rodes                         | Modifica les dades a Wikidata |
|        | Santa Maria de les Neus                           | el Port de la Selva | església                    | Estil: arquitectura barroca                                                                                         | 42° 20′ 17″ N, 3° 12′ 18″ E / 42.3381°N,3.20492°E                                                   | bé integrant del patrimoni cultural català           | Santa Maria de les Neus (El Port de la Selva) | Modifica les dades a Wikidata |
|        | monestir de Sant Pere de Rodes                    | el Port de la Selva | església abadia benedictina | Estil: art romànic                                                                                                  | 42° 19′ 25″ N, 3° 10′ 00″ E / 42.32361°N,3.16667°E ca:Camí de Sant Pere de Rodes                    | bé d'interès cultural bé cultural d'interès nacional | Monestir de Sant Pere de Rodes                | Modifica les dades a Wikidata |

## font
| imatge | Nom                           | Ubicat a            | instància de | Detalls                     | coordenades                                                                 | Protecció                                  | Commons (més fotos) | Dades a WD                    |
| ------ | ----------------------------- | ------------------- | ------------ | --------------------------- | --------------------------------------------------------------------------- | ------------------------------------------ | ------------------- | ----------------------------- |
|        | Font i abeurador dels Arbres  | el Port de la Selva | font         | Estil: arquitectura popular | 42° 19′ 38″ N, 3° 09′ 08″ E / 42.327217°N,3.152175°E                        | bé integrant del patrimoni cultural català |                     | Modifica les dades a Wikidata |
|        | font de la Vall de Santa Creu | el Port de la Selva | font         | Estil: arquitectura popular | 42° 20′ 07″ N, 3° 09′ 56″ E / 42.3352°N,3.1656°E                            | bé integrant del patrimoni cultural català |                     | Modifica les dades a Wikidata |
|        | font dels Bufadors            | el Port de la Selva | font         |                             | 42° 18′ 23″ N, 3° 14′ 18″ E / 42.3063562628263°N,3.2382454061787°E 290 msnm |                                            | Font dels Bufadors  | Modifica les dades a Wikidata |
|        | la Font dels Monjos           | el Port de la Selva | font         | Estil: arquitectura popular | 42° 19′ 25″ N, 3° 09′ 57″ E / 42.3236°N,3.16597°E                           | bé integrant del patrimoni cultural català |                     | Modifica les dades a Wikidata |

## illa
| imatge | Nom                      | Ubicat a            | instància de | Detalls | coordenades                                                             | Protecció | Commons (més fotos) | Dades a WD                    |
| ------ | ------------------------ | ------------------- | ------------ | ------- | ----------------------------------------------------------------------- | --------- | ------------------- | ----------------------------- |
|        | Illa de Portitxó         | el Port de la Selva | illa         |         | 42° 20′ 06″ N, 3° 15′ 40″ E / 42.33508852156843°N,3.260997533798218°E   |           |                     | Modifica les dades a Wikidata |
|        | Illa de Sant Andreu      | el Port de la Selva | illa         |         | 42° 20′ 51″ N, 3° 12′ 56″ E / 42.347586468134935°N,3.215432167053223°E  |           |                     | Modifica les dades a Wikidata |
|        | Illa del Bou             | el Port de la Selva | illa         |         | 42° 20′ 11″ N, 3° 15′ 38″ E / 42.33650021611975°N,3.2606112957000732°E  |           |                     | Modifica les dades a Wikidata |
|        | Illa del Caralló         | el Port de la Selva | illa         |         | 42° 20′ 15″ N, 3° 16′ 39″ E / 42.33742017978372°N,3.277498483657838°E   |           |                     | Modifica les dades a Wikidata |
|        | Illa del Marquès         | el Port de la Selva | illa         |         | 42° 20′ 15″ N, 3° 14′ 27″ E / 42.337436041108184°N,3.2407736778259277°E |           |                     | Modifica les dades a Wikidata |
|        | Illes Sardina            | el Port de la Selva | illa         |         | 42° 20′ 19″ N, 3° 16′ 16″ E / 42.3385°N,3.27101°E                       |           |                     | Modifica les dades a Wikidata |
|        | Illot del Faradell Petit | el Port de la Selva | illa         |         | 42° 20′ 14″ N, 3° 16′ 45″ E / 42.337142605958014°N,3.2792258262634277°E |           |                     | Modifica les dades a Wikidata |

## masia
| imatge | Nom                   | Ubicat a            | instància de | Detalls                                                | coordenades | Protecció                                  | Commons (més fotos)            | Dades a WD                    |
| ------ | --------------------- | ------------------- | ------------ | ------------------------------------------------------ | --- | ------------------------------------------ | ------------------------------ | ----------------------------- |
|        | Mas Alfares           | el Port de la Selva | masia        | Estil: arquitectura popular                            | 42° 19′ 23″ N, 3° 14′ 39″ E / 42.323°N,3.24421°E ca:Camí de Sant Baldiri                                              | bé integrant del patrimoni cultural català |                                | Modifica les dades a Wikidata |
|        | Mas Bufadors          | el Port de la Selva | masia        | Estil: arquitectura popular 17th century Estat: ruïnós | 42° 18′ 28″ N, 3° 14′ 18″ E / 42.3079°N,3.23838°E ca:Camí de Bufadors ca:Paratge de Bufadors                          | bé integrant del patrimoni cultural català | Mas Bufadors                   | Modifica les dades a Wikidata |
|        | Mas Gomeia            | el Port de la Selva | masia        |                                                        | 42° 18′ 33″ N, 3° 15′ 52″ E / 42.309090540619°N,3.26453711567946°E                                                    |                                            |                                | Modifica les dades a Wikidata |
|        | Mas Margall           | el Port de la Selva | masia        | Estil: arquitectura popular                            | 42° 19′ 40″ N, 3° 08′ 31″ E / 42.3277°N,3.14189°E                                                                     | bé integrant del patrimoni cultural català |                                | Modifica les dades a Wikidata |
|        | Mas Margarit          | el Port de la Selva | masia        |                                                        | 42° 17′ 33″ N, 3° 13′ 13″ E / 42.2926309140346°N,3.22017995030197°E                                                   |                                            |                                | Modifica les dades a Wikidata |
|        | Mas Paltré            | el Port de la Selva | masia        |                                                        | 42° 19′ 27″ N, 3° 14′ 12″ E / 42.324183802907°N,3.2367414789037°E                                                     |                                            |                                | Modifica les dades a Wikidata |
|        | Mas Puignau           | el Port de la Selva | masia        |                                                        | 42° 19′ 50″ N, 3° 13′ 19″ E / 42.3304533231961°N,3.22199895591363°E                                                   |                                            |                                | Modifica les dades a Wikidata |
|        | Mas Rabassers de Dalt | el Port de la Selva | masia        | Estil: arquitectura popular                            | 42° 19′ 01″ N, 3° 16′ 47″ E / 42.3169°N,3.27959°E ca:Ctra. de Cadaqués al Cap de Creus, paratge dels Rabassers        | bé integrant del patrimoni cultural català |                                | Modifica les dades a Wikidata |
|        | Mas Vell              | el Port de la Selva | masia        | Estil: arquitectura popular 15th century Estat: ruïnós | 42° 19′ 14″ N, 3° 14′ 23″ E / 42.3206°N,3.23962°E ca:Camí de Mas Paltré a Mas vell, muntanya de Sant Baldiri 153 msnm | bé integrant del patrimoni cultural català | Mas Vell (el Port de la Selva) | Modifica les dades a Wikidata |
|        | Mas Ventós            | el Port de la Selva | masia        |                                                        | 42° 19′ 30″ N, 3° 08′ 52″ E / 42.3251°N,3.14782°E ca:Crtra. de Sant Pere de Rodes a Vilajuïga                         |                                            |                                | Modifica les dades a Wikidata |
|        | Mas d'en Godo         | el Port de la Selva | masia        |                                                        | 42° 19′ 00″ N, 3° 14′ 08″ E / 42.3165297149129°N,3.23558979732283°E                                                   |                                            |                                | Modifica les dades a Wikidata |
|        | Mas d'en Melos        | el Port de la Selva | masia        |                                                        | 42° 18′ 35″ N, 3° 15′ 53″ E / 42.3098469397029°N,3.26458881789209°E                                                   |                                            |                                | Modifica les dades a Wikidata |
|        | Mas de la Birba       | el Port de la Selva | masia        | Estil: arquitectura popular                            | 42° 19′ 27″ N, 3° 15′ 25″ E / 42.3242°N,3.25702°E                                                                     | bé integrant del patrimoni cultural català |                                | Modifica les dades a Wikidata |
|        | Mas de la Mata        | el Port de la Selva | masia        | Estil: arquitectura popular                            | 42° 20′ 11″ N, 3° 08′ 25″ E / 42.3363°N,3.14037°E                                                                     | bé integrant del patrimoni cultural català |                                | Modifica les dades a Wikidata |
|        | Mas de la Pallera     | el Port de la Selva | masia        |                                                        | 42° 19′ 49″ N, 3° 09′ 23″ E / 42.3302373798853°N,3.156369770863°E                                                     |                                            |                                | Modifica les dades a Wikidata |
|        | Mas del Polità        | el Port de la Selva | masia        |                                                        | 42° 20′ 23″ N, 3° 09′ 01″ E / 42.3398370328928°N,3.1502995114919°E                                                    |                                            |                                | Modifica les dades a Wikidata |
|        | Molí Vell             | el Port de la Selva | masia        |                                                        | 42° 20′ 01″ N, 3° 08′ 48″ E / 42.3336095377024°N,3.14663104591199°E                                                   |                                            |                                | Modifica les dades a Wikidata |
|        | la Granja             | el Port de la Selva | masia        |                                                        | 42° 20′ 15″ N, 3° 09′ 19″ E / 42.3376059104129°N,3.15525908913803°E                                                   |                                            |                                | Modifica les dades a Wikidata |

## molí d'aigua
| imatge | Nom              | Ubicat a            | instància de | Detalls                     | coordenades                                                        | Protecció                                  | Commons (més fotos) | Dades a WD                    |
| ------ | ---------------- | ------------------- | ------------ | --------------------------- | ------------------------------------------------------------------ | ------------------------------------------ | ------------------- | ----------------------------- |
|        | Molí d'en Pairet | el Port de la Selva | molí d'aigua | Estil: arquitectura popular | 42° 20′ 04″ N, 3° 10′ 27″ E / 42.3345°N,3.17406°E                  | bé integrant del patrimoni cultural català |                     | Modifica les dades a Wikidata |
|        | Molí de Canavall | el Port de la Selva | molí d'aigua |                             | 42° 20′ 07″ N, 3° 10′ 27″ E / 42.3352552989568°N,3.1740803449444°E |                                            |                     | Modifica les dades a Wikidata |

## muntanya
| imatge | Nom                   | Ubicat a                             | instància de | Detalls | coordenades                                                         | Protecció | Commons (més fotos) | Dades a WD                    |
| ------ | --------------------- | ------------------------------------ | ------------ | ------- | ------------------------------------------------------------------- | --------- | ------------------- | ----------------------------- |
|        | Puig Alt Gran         | el Port de la Selva Cadaqués         | muntanya     |         | 42° 18′ 58″ N, 3° 16′ 28″ E / 42.316°N,3.27435°E 193.1 msnm         |           |                     | Modifica les dades a Wikidata |
|        | Puig Gros             | el Port de la Selva                  | muntanya     |         | 42° 20′ 47″ N, 3° 13′ 58″ E / 42.3463°N,3.23274°E 161 msnm          |           |                     | Modifica les dades a Wikidata |
|        | Puig Margall          | el Port de la Selva                  | muntanya     |         | 42° 19′ 47″ N, 3° 08′ 20″ E / 42.32978056°N,3.13897222°E 436.5 msnm |           |                     | Modifica les dades a Wikidata |
|        | Puig Marès            | el Port de la Selva                  | muntanya     |         | 42° 20′ 26″ N, 3° 12′ 24″ E / 42.340485°N,3.206801°E 91 msnm        |           | Puig Marès          | Modifica les dades a Wikidata |
|        | Puig Melus            | el Port de la Selva                  | muntanya     |         | 42° 19′ 34″ N, 3° 16′ 08″ E / 42.32613056°N,3.26900611°E 150.8 msnm |           |                     | Modifica les dades a Wikidata |
|        | Puig d'en Paga        | el Port de la Selva                  | muntanya     |         | 42° 18′ 33″ N, 3° 12′ 16″ E / 42.3093°N,3.20458°E 212.3 msnm        |           |                     | Modifica les dades a Wikidata |
|        | Puig de Cala Sardina  | el Port de la Selva                  | muntanya     |         | 42° 20′ 09″ N, 3° 16′ 02″ E / 42.335725°N,3.26718917°E 95 msnm      |           |                     | Modifica les dades a Wikidata |
|        | Puig de Castellets    | el Port de la Selva                  | muntanya     |         | 42° 19′ 47″ N, 3° 15′ 57″ E / 42.3297°N,3.26588°E 128.2 msnm        |           |                     | Modifica les dades a Wikidata |
|        | Puig de l'Home        | Vilajuïga el Port de la Selva        | muntanya     |         | 42° 19′ 47″ N, 3° 07′ 55″ E / 42.3296°N,3.132°E 371 msnm            |           |                     | Modifica les dades a Wikidata |
|        | Puig de l'Oratori     | el Port de la Selva                  | muntanya     |         | 42° 19′ 29″ N, 3° 13′ 08″ E / 42.32478611°N,3.21879028°E 258.2 msnm |           |                     | Modifica les dades a Wikidata |
|        | Puig de n'Amat        | el Port de la Selva                  | muntanya     |         | 42° 19′ 16″ N, 3° 15′ 18″ E / 42.321075°N,3.25492778°E 153.5 msnm   |           |                     | Modifica les dades a Wikidata |
|        | Puig del Moro         | el Port de la Selva                  | muntanya     |         | 42° 19′ 54″ N, 3° 14′ 27″ E / 42.3318°N,3.24084°E 152.2 msnm        |           |                     | Modifica les dades a Wikidata |
|        | Puig dels Bufadors    | Cadaqués el Port de la Selva         | muntanya     |         | 42° 18′ 04″ N, 3° 14′ 55″ E / 42.301067°N,3.248749°E 432 msnm       |           | Puig dels Bufadors  | Modifica les dades a Wikidata |
|        | Puignau               | el Port de la Selva                  | muntanya     |         | 42° 20′ 15″ N, 3° 13′ 35″ E / 42.3376°N,3.22626°E 203.7 msnm        |           |                     | Modifica les dades a Wikidata |
|        | Roca de Miralles      | Llançà Vilajuïga el Port de la Selva | muntanya     |         | 42° 20′ 32″ N, 3° 07′ 59″ E / 42.34221944°N,3.13311667°E 278.2 msnm |           |                     | Modifica les dades a Wikidata |
|        | Roques de la Regalada | el Port de la Selva                  | muntanya     |         | 42° 18′ 51″ N, 3° 13′ 25″ E / 42.31423611°N,3.22372222°E 275.4 msnm |           |                     | Modifica les dades a Wikidata |
|        | Torrentbò             | el Port de la Selva                  | muntanya     |         | 42° 18′ 02″ N, 3° 13′ 18″ E / 42.30061389°N,3.22155833°E 236 msnm   |           |                     | Modifica les dades a Wikidata |
|        | Turó dels Llaures     | el Port de la Selva                  | muntanya     |         | 42° 20′ 49″ N, 3° 13′ 50″ E / 42.34681389°N,3.23053056°E 168.4 msnm |           |                     | Modifica les dades a Wikidata |
|        | el Torrelló           | el Port de la Selva                  | muntanya     |         | 42° 19′ 36″ N, 3° 12′ 56″ E / 42.32655556°N,3.21560278°E 236 msnm   |           |                     | Modifica les dades a Wikidata |

## nucli d'entitat singular de població
| imatge | Nom                      | Ubicat a                           | instància de                                                         | Detalls                            | coordenades                                                           | Protecció                                  | Commons (més fotos)      | Dades a WD                    |
| ------ | ------------------------ | ---------------------------------- | -------------------------------------------------------------------- | ---------------------------------- | --------------------------------------------------------------------- | ------------------------------------------ | ------------------------ | ----------------------------- |
|        | Sant Pere de Rodes       | el Port de la Selva                | nucli d'entitat singular de població                                 | 133 hab                            | 42° 19′ 24″ N, 3° 09′ 59″ E / 42.32332576°N,3.166376322°E 507 msnm    |                                            |                          | Modifica les dades a Wikidata |
|        | la Costa                 | el Port de la Selva                | nucli d'entitat singular de població                                 | 49 hab                             | 42° 18′ 43″ N, 3° 12′ 58″ E / 42.31198515°N,3.216076286°E 74.751 msnm |                                            |                          | Modifica les dades a Wikidata |
|        | la Vall de la Santa Creu | el Port de la Selva Serra de Rodes | nucli d'entitat singular de població ens local històric de Catalunya | Estil: arquitectura popular 27 hab | 42° 20′ 07″ N, 3° 09′ 59″ E / 42.3353°N,3.16644°E                     | bé integrant del patrimoni cultural català | La Vall de la Santa Creu | Modifica les dades a Wikidata |
|        | s'Arenella               | el Port de la Selva                | nucli d'entitat singular de població                                 | 41 hab                             | 42° 21′ 01″ N, 3° 11′ 00″ E / 42.3503642°N,3.18343708°E 4 msnm        |                                            |                          | Modifica les dades a Wikidata |

## nucli de població
| imatge | Nom          | Ubicat a            | instància de      | Detalls | coordenades                                                         | Protecció | Commons (més fotos) | Dades a WD                    |
| ------ | ------------ | ------------------- | ----------------- | ------- | ------------------------------------------------------------------- | --------- | ------------------- | ----------------------------- |
|        | Barlovent    | el Port de la Selva | nucli de població |         | 42° 20′ 02″ N, 3° 11′ 28″ E / 42.33377°N,3.19108°E                  |           |                     | Modifica les dades a Wikidata |
|        | Cap de Bol   | el Port de la Selva | nucli de població |         | 42° 21′ 04″ N, 3° 10′ 51″ E / 42.3511°N,3.1807°E 15 msnm            |           | Cap de Bol          | Modifica les dades a Wikidata |
|        | Perabeua     | el Port de la Selva | nucli de població |         | 42° 20′ 23″ N, 3° 11′ 17″ E / 42.339769°N,3.188175°E                |           |                     | Modifica les dades a Wikidata |
|        | Santa Isabel | el Port de la Selva | nucli de població |         | 42° 21′ 12″ N, 3° 10′ 25″ E / 42.353373°N,3.173597°E                |           |                     | Modifica les dades a Wikidata |
|        | sa Perafita  | el Port de la Selva | nucli de població |         | 42° 17′ 58″ N, 3° 14′ 31″ E / 42.2995758947325°N,3.24193217038111°E |           |                     | Modifica les dades a Wikidata |

## pedrera
| imatge | Nom               | Ubicat a            | instància de | Detalls | coordenades                                                         | Protecció | Commons (més fotos) | Dades a WD                    |
| ------ | ----------------- | ------------------- | ------------ | ------- | ------------------------------------------------------------------- | --------- | ------------------- | ----------------------------- |
|        | Pedrera d'en Grau | el Port de la Selva | pedrera      |         | 42° 20′ 27″ N, 3° 12′ 32″ E / 42.3407719658556°N,3.20888795299407°E |           |                     | Modifica les dades a Wikidata |
|        | la Pedrera        | el Port de la Selva | pedrera      |         | 42° 20′ 43″ N, 3° 12′ 10″ E / 42.3452591375823°N,3.20268683722002°E |           |                     | Modifica les dades a Wikidata |

## platja
| imatge | Nom                              | Ubicat a            | instància de                  | Detalls                | coordenades                                                             | Protecció | Commons (més fotos)       | Dades a WD                    |
| ------ | -------------------------------- | ------------------- | ----------------------------- | ---------------------- | ----------------------------------------------------------------------- | --------- | ------------------------- | ----------------------------- |
|        | Cala Cativa                      | el Port de la Selva | platja                        |                        | 42° 20′ 51″ N, 3° 12′ 58″ E / 42.34757153640986°N,3.2160127961311997°E  |           |                           | Modifica les dades a Wikidata |
|        | Cala Corquell                    | el Port de la Selva | platja                        |                        | 42° 20′ 57″ N, 3° 13′ 37″ E / 42.34924557791269°N,3.2268768915980055°E  |           |                           | Modifica les dades a Wikidata |
|        | Cala Fornells                    | el Port de la Selva | platja                        |                        | 42° 20′ 50″ N, 3° 13′ 22″ E / 42.347174°N,3.222878°E                    |           |                           | Modifica les dades a Wikidata |
|        | Cala Galera                      | el Port de la Selva | platja                        |                        | 42° 20′ 15″ N, 3° 14′ 22″ E / 42.33743990856119°N,3.239505497469371°E   |           |                           | Modifica les dades a Wikidata |
|        | Cala Talabre                     | el Port de la Selva | platja                        |                        | 42° 20′ 07″ N, 3° 14′ 28″ E / 42.33515370608594°N,3.2409728457373124°E  |           |                           | Modifica les dades a Wikidata |
|        | Cala Tamariua                    | el Port de la Selva | platja platja nudista         |                        | 42° 20′ 37″ N, 3° 12′ 35″ E / 42.34362°N,3.20964°E                      |           | Cala Tamariua             | Modifica les dades a Wikidata |
|        | Cala Torta (El Port de la Selva) | el Port de la Selva | platja                        |                        | 42° 20′ 56″ N, 3° 13′ 31″ E / 42.34884236915536°N,3.2253375884266164°E  |           |                           | Modifica les dades a Wikidata |
|        | platja d'en Balleu               | el Port de la Selva | platja                        |                        | 42° 21′ 01″ N, 3° 11′ 04″ E / 42.3503345519075°N,3.184437334991041°E    |           |                           | Modifica les dades a Wikidata |
|        | platja d'en Pere Esteve          | el Port de la Selva | platja                        |                        | 42° 20′ 27″ N, 3° 11′ 22″ E / 42.34074390038488°N,3.189406503587466°E   |           |                           | Modifica les dades a Wikidata |
|        | platja d'en Robert               | el Port de la Selva | platja                        |                        | 42° 21′ 10″ N, 3° 10′ 41″ E / 42.35279347143432°N,3.1780014530045095°E  |           |                           | Modifica les dades a Wikidata |
|        | platja d'en Taita                | el Port de la Selva | platja                        |                        | 42° 20′ 09″ N, 3° 11′ 40″ E / 42.33584945877973°N,3.194426771685124°E   |           |                           | Modifica les dades a Wikidata |
|        | platja de Cala Prona             | el Port de la Selva | platja                        |                        | 42° 20′ 13″ N, 3° 15′ 43″ E / 42.336880892371575°N,3.2620596885681157°E |           |                           | Modifica les dades a Wikidata |
|        | platja de Cap de Bol             | el Port de la Selva | platja                        |                        | 42° 21′ 09″ N, 3° 10′ 52″ E / 42.352554°N,3.18121°E                     |           | Platja de Cap de Bol      | Modifica les dades a Wikidata |
|        | platja de Port de Reig           | el Port de la Selva | platja                        |                        | 42° 20′ 28″ N, 3° 12′ 12″ E / 42.341045°N,3.203362°E                    |           | Platja de Port de Reig    | Modifica les dades a Wikidata |
|        | platja de Sota s'Arenella        | el Port de la Selva | platja                        |                        | 42° 20′ 57″ N, 3° 11′ 10″ E / 42.349205°N,3.186167°E                    |           | Platja de Sota s'Arenella | Modifica les dades a Wikidata |
|        | platja de Tavellera              | el Port de la Selva | platja codolar platja nudista | Llarg: 135m Ample: 15m | 42° 19′ 47″ N, 3° 14′ 59″ E / 42.329600000167°N,3.2496000001633°E       |           | Platja de Tavellera       | Modifica les dades a Wikidata |
|        | platja de Vaquers                | el Port de la Selva | platja                        |                        | 42° 21′ 04″ N, 3° 10′ 56″ E / 42.35111665849364°N,3.182276769353885°E   |           |                           | Modifica les dades a Wikidata |
|        | platja de l'Erola                | el Port de la Selva | platja                        |                        | 42° 20′ 06″ N, 3° 11′ 46″ E / 42.335066074033946°N,3.196105061604711°E  |           |                           | Modifica les dades a Wikidata |
|        | platja de l'Escar                | el Port de la Selva | platja                        |                        | 42° 20′ 20″ N, 3° 12′ 14″ E / 42.339025°N,3.203948°E                    |           | Platja de l'Escar         | Modifica les dades a Wikidata |
|        | platja de l'Olla                 | el Port de la Selva | platja                        |                        | 42° 20′ 44″ N, 3° 11′ 06″ E / 42.3455990313153°N,3.185085451967151°E    |           |                           | Modifica les dades a Wikidata |
|        | platja de la Colomera            | el Port de la Selva | platja                        |                        | 42° 20′ 40″ N, 3° 11′ 07″ E / 42.3443123722157°N,3.1852773657938256°E   |           |                           | Modifica les dades a Wikidata |
|        | platja de la Degollada           | el Port de la Selva | platja                        |                        | 42° 20′ 45″ N, 3° 12′ 26″ E / 42.34577°N,3.207192°E                     |           | Platja de la Degollada    | Modifica les dades a Wikidata |
|        | platja de la Ribera              | el Port de la Selva | platja                        |                        | 42° 20′ 09″ N, 3° 12′ 07″ E / 42.33574°N,3.20196°E                      |           | Platja de la Ribera       | Modifica les dades a Wikidata |
|        | platja de la Vall                | el Port de la Selva | platja                        |                        | 42° 20′ 33″ N, 3° 11′ 10″ E / 42.34261°N,3.18623°E                      |           | Platja de la Vall         | Modifica les dades a Wikidata |
|        | platja de les Clisques           | el Port de la Selva | platja                        |                        | 42° 20′ 44″ N, 3° 12′ 11″ E / 42.345501°N,3.203002°E                    |           | Platja de les Clisques    | Modifica les dades a Wikidata |
|        | platja de les Violetes           | el Port de la Selva | platja                        |                        | 42° 20′ 41″ N, 3° 12′ 08″ E / 42.344691°N,3.202211°E                    |           | Platja de les Violetes    | Modifica les dades a Wikidata |
|        | platja de s'Arena                | el Port de la Selva | platja                        |                        | 42° 20′ 04″ N, 3° 15′ 46″ E / 42.3343684672197°N,3.262672352521454°E    |           |                           | Modifica les dades a Wikidata |
|        | platja del Pas                   | el Port de la Selva | platja codolar                | Llarg: 50m Ample: 12m  | 42° 20′ 37″ N, 3° 12′ 06″ E / 42.343599999734°N,3.2015999997867°E       |           | Platja del Pas            | Modifica les dades a Wikidata |
|        | platja del Rec de Canet          | el Port de la Selva | platja                        |                        | 42° 20′ 21″ N, 3° 11′ 25″ E / 42.339152055753374°N,3.1901759558120566°E |           |                           | Modifica les dades a Wikidata |
|        | platja dels Capellans            | el Port de la Selva | platja                        |                        | 42° 20′ 12″ N, 3° 11′ 39″ E / 42.33663860861205°N,3.1941673615575934°E  |           |                           | Modifica les dades a Wikidata |

## pont
| imatge | Nom                     | Ubicat a            | instància de | Detalls                     | coordenades                                                         | Protecció                                  | Commons (més fotos)                | Dades a WD                    |
| ------ | ----------------------- | ------------------- | ------------ | --------------------------- | ------------------------------------------------------------------- | ------------------------------------------ | ---------------------------------- | ----------------------------- |
|        | El Pont Vell            | el Port de la Selva | pont         | Estil: arquitectura popular | 42° 19′ 54″ N, 3° 12′ 13″ E / 42.3318°N,3.20353°E                   | bé integrant del patrimoni cultural català | El Pont Vell (el Port de la Selva) | Modifica les dades a Wikidata |
|        | Pont d'en Revés         | el Port de la Selva | pont         |                             | 42° 18′ 30″ N, 3° 13′ 13″ E / 42.3083915675377°N,3.2202712672827°E  |                                            |                                    | Modifica les dades a Wikidata |
|        | Pont de la Gorga        | el Port de la Selva | pont         |                             | 42° 18′ 24″ N, 3° 13′ 41″ E / 42.3067553851609°N,3.22798225526469°E |                                            |                                    | Modifica les dades a Wikidata |
|        | Pont del Rec del Fuster | el Port de la Selva | pont         | Estil: arquitectura popular | 42° 20′ 04″ N, 3° 12′ 49″ E / 42.334545°N,3.213592°E                | bé integrant del patrimoni cultural català |                                    | Modifica les dades a Wikidata |

## serra
| imatge | Nom                   | Ubicat a                            | instància de | Detalls | coordenades                                                         | Protecció | Commons (més fotos) | Dades a WD                    |
| ------ | --------------------- | ----------------------------------- | ------------ | ------- | ------------------------------------------------------------------- | --------- | ------------------- | ----------------------------- |
|        | serra de l'Estela     | Llançà el Port de la Selva          | serra        |         | 42° 20′ 34″ N, 3° 08′ 43″ E / 42.34268333°N,3.14514722°E 467 msnm   |           |                     | Modifica les dades a Wikidata |
|        | serrat de Can Berta   | el Port de la Selva Roses           | serra        |         | 42° 18′ 06″ N, 3° 11′ 35″ E / 42.30178083°N,3.19304722°E 393.8 msnm |           |                     | Modifica les dades a Wikidata |
|        | serrat de Conilleres  | el Port de la Selva                 | serra        |         | 42° 18′ 29″ N, 3° 13′ 33″ E / 42.308°N,3.22594°E 241.9 msnm         |           |                     | Modifica les dades a Wikidata |
|        | serrat de la Guerra   | el Port de la Selva la Selva de Mar | serra        |         | 42° 19′ 34″ N, 3° 10′ 28″ E / 42.326158°N,3.174405°E                |           |                     | Modifica les dades a Wikidata |
|        | serrat de les Maleses | el Port de la Selva                 | serra        |         | 42° 18′ 17″ N, 3° 12′ 18″ E / 42.30482222°N,3.20512778°E            |           |                     | Modifica les dades a Wikidata |

## teuleria
| imatge | Nom                                      | Ubicat a            | instància de              | Detalls                     | coordenades                                                         | Protecció                                  | Commons (més fotos) | Dades a WD                    |
| ------ | ---------------------------------------- | ------------------- | ------------------------- | --------------------------- | ------------------------------------------------------------------- | ------------------------------------------ | ------------------- | ----------------------------- |
|        | Forn de Canavall                         | el Port de la Selva | teuleria                  |                             | 42° 20′ 12″ N, 3° 10′ 47″ E / 42.3367418307736°N,3.17958337996661°E |                                            |                     | Modifica les dades a Wikidata |
|        | Forn de la Costa de la Rajoleria         | el Port de la Selva | teuleria                  | Estil: arquitectura popular | 42° 19′ 44″ N, 3° 11′ 43″ E / 42.329°N,3.19519°E                    | bé integrant del patrimoni cultural català |                     | Modifica les dades a Wikidata |
|        | Forn de terrisser de la Font dels Arbres | el Port de la Selva | teuleria forn de ceràmica | Estil: arquitectura popular | 42° 19′ 38″ N, 3° 09′ 08″ E / 42.3273°N,3.15212°E                   | bé integrant del patrimoni cultural català |                     | Modifica les dades a Wikidata |
|        | Forn del Prat Romagós                    | el Port de la Selva | teuleria                  | Estil: arquitectura popular | 42° 19′ 29″ N, 3° 15′ 52″ E / 42.32481°N,3.264371°E                 | bé integrant del patrimoni cultural català |                     | Modifica les dades a Wikidata |
|        | Forn del Puig de l'Infern                | el Port de la Selva | teuleria                  | Estil: arquitectura popular | 42° 18′ 12″ N, 3° 14′ 59″ E / 42.3032°N,3.24979°E                   | bé integrant del patrimoni cultural català |                     | Modifica les dades a Wikidata |

## torre de sentinella
| imatge | Nom                    | Ubicat a            | instància de        | Detalls                     | coordenades                                       | Protecció                                            | Commons (més fotos) | Dades a WD                    |
| ------ | ---------------------- | ------------------- | ------------------- | --------------------------- | ------------------------------------------------- | ---------------------------------------------------- | ------------------- | ----------------------------- |
|        | Torre de Sant Baldiri  | el Port de la Selva | torre de sentinella | Estil: arquitectura popular | 42° 19′ 33″ N, 3° 13′ 47″ E / 42.3257°N,3.22979°E | bé d'interès cultural bé cultural d'interès nacional |                     | Modifica les dades a Wikidata |
|        | Torre del Molí de Vent | el Port de la Selva | torre de sentinella | Estil: arquitectura popular | 42° 19′ 51″ N, 3° 11′ 50″ E / 42.3307°N,3.19727°E | bé integrant del patrimoni cultural català           |                     | Modifica les dades a Wikidata |

## vèrtex geodèsic
| imatge | Nom                    | Ubicat a            | instància de    | Detalls   | coordenades                                                      | Protecció | Commons (més fotos) | Dades a WD                    |
| ------ | ---------------------- | ------------------- | --------------- | --------- | ---------------------------------------------------------------- | --------- | ------------------- | ----------------------------- |
|        | Far de s’Arenella 2010 | el Port de la Selva | vèrtex geodèsic |           | 42° 21′ 04″ N, 3° 11′ 16″ E / 42.351085°N,3.187657°E 18.498 msnm |           |                     | Modifica les dades a Wikidata |
|        | Llaures                | el Port de la Selva | vèrtex geodèsic | Alt: 1.2m | 42° 20′ 49″ N, 3° 13′ 50″ E / 42.346824°N,3.230535°E 168.3 msnm  |           |                     | Modifica les dades a Wikidata |

## zona humida
| imatge | Nom                                  | Ubicat a                     | instància de | Detalls            | coordenades                                       | Protecció | Commons (més fotos) | Dades a WD                    |
| ------ | ------------------------------------ | ---------------------------- | ------------ | ------------------ | ------------------------------------------------- | --------- | ------------------- | ----------------------------- |
|        | Bassa de cap Gros                    | el Port de la Selva          | zona humida  | Superfície: 0.22ha | 42° 20′ 47″ N, 3° 13′ 57″ E / 42.3465°N,3.23247°E |           |                     | Modifica les dades a Wikidata |
|        | Embassament de Mas Rabassers de Baix | el Port de la Selva Cadaqués | zona humida  | Superfície: 1.27ha | 42° 19′ 14″ N, 3° 17′ 08″ E / 42.3206°N,3.28559°E |           |                     | Modifica les dades a Wikidata |
|        | el Fangar de s'Arenassa              | el Port de la Selva          | zona humida  |                    | 42° 19′ 17″ N, 3° 15′ 54″ E / 42.3213°N,3.265°E   |           |                     | Modifica les dades a Wikidata |

## Misc
| imatge | Nom                                                        | Ubicat a                                                                       | instància de                                    | Detalls                                                          | coordenades                                                                 | Protecció                                            | Commons (més fotos)                  | Dades a WD                    |
| ------ | ---------------------------------------------------------- | ------------------------------------------------------------------------------ | ----------------------------------------------- | ---------------------------------------------------------------- | --------------------------------------------------------------------------- | ---------------------------------------------------- | ------------------------------------ | ----------------------------- |
|        | Bateria de Punta S'Arenella                                | el Port de la Selva                                                            | bateria d'artilleria coastal battery            |                                                                  | 42° 20′ 53″ N, 3° 11′ 00″ E / 42.34798293593427°N,3.1834173202514653°E      |                                                      | Bateria de Punta S'Arenella          | Modifica les dades a Wikidata |
|        | Casa de la Vila del Port de la Selva                       | el Port de la Selva                                                            | casa consistorial                               | Estil: arquitectura eclèctica                                    | 42° 20′ 21″ N, 3° 12′ 16″ E / 42.3393°N,3.20443°E                           | bé integrant del patrimoni cultural català           | Casa de la Vila del Port de la Selva | Modifica les dades a Wikidata |
|        | Far de s'Arenella                                          | el Port de la Selva                                                            | far                                             | Estil: arquitectura eclèctica 1913-12-16                         | 42° 21′ 05″ N, 3° 11′ 13″ E / 42.351407°N,3.187023°E ca:Punta de s'Arenella | bé d'interès cultural                                | Far de s'Arnella                     | Modifica les dades a Wikidata |
|        | Forns de calç i pedrera de la Birba                        | el Port de la Selva                                                            | forn de calç                                    | Estil: arquitectura popular                                      | 42° 19′ 31″ N, 3° 15′ 23″ E / 42.325405°N,3.256272°E                        | bé integrant del patrimoni cultural català           |                                      | Modifica les dades a Wikidata |
|        | L'Oratori                                                  | el Port de la Selva                                                            | oratori                                         | Estil: arquitectura popular                                      | 42° 19′ 43″ N, 3° 12′ 41″ E / 42.3287°N,3.21127°E                           | bé integrant del patrimoni cultural català           |                                      | Modifica les dades a Wikidata |
|        | Parc Natural del Cap de Creus                              | el Port de la Selva Llançà Palau-saverdera Pau Roses la Selva de Mar Vilajuïga | àrea protegida àrea protegida Natura 2000       | 1998-03-12 1998 Superfície: 13924.13221ha                        | 42° 18′ N, 3° 13′ E / 42.3°N,3.22°E                                         |                                                      | Cap de Creus Natural Park            | Modifica les dades a Wikidata |
|        | Polígon industrial del Port de la Selva                    | el Port de la Selva                                                            | polígon industrial                              |                                                                  | 42° 19′ 50″ N, 3° 12′ 18″ E / 42.3306923179972°N,3.20488554917164°E         |                                                      |                                      | Modifica les dades a Wikidata |
|        | Port del Port de la Selva                                  | el Port de la Selva                                                            | port esportiu port pesquer                      |                                                                  | 42° 20′ 28″ N, 3° 12′ 07″ E / 42.34109151355216°N,3.2019043362338313°E      |                                                      |                                      | Modifica les dades a Wikidata |
|        | Punta de los Tres Frares, Cabo Gros y Montaña de Sant Pere | el Port de la Selva                                                            | indret històric                                 |                                                                  |                                                                             | bé d'interès cultural                                |                                      | Modifica les dades a Wikidata |
|        | Santa Creu de Rodes                                        | el Port de la Selva                                                            | antic assentament                               | Estil: arquitectura popular                                      | 42° 19′ 36″ N, 3° 09′ 36″ E / 42.32667528°N,3.15994°E                       | bé integrant del patrimoni cultural català           | Santa Creu de Rodes                  | Modifica les dades a Wikidata |
|        | annex parroquial de Sant Fruitós de la Vall de Santa Creu  | el Port de la Selva                                                            | annex parroquial                                |                                                                  | Sant Fruitós de la Vall de Santa Creu                                       |                                                      |                                      | Modifica les dades a Wikidata |
|        | castell de Verdera                                         | el Port de la Selva                                                            | castell                                         |                                                                  | 42° 19′ 12″ N, 3° 10′ 05″ E / 42.31991667°N,3.16799167°E 670 msnm           | bé d'interès cultural bé cultural d'interès nacional | Castell de Verdera                   | Modifica les dades a Wikidata |
|        | cementiri del Port de la Selva                             | el Port de la Selva                                                            | cementiri                                       | Estil: arquitectura popular                                      | 42° 19′ 43″ N, 3° 12′ 22″ E / 42.3285°N,3.20616°E                           | bé integrant del patrimoni cultural català           |                                      | Modifica les dades a Wikidata |
|        | mar Mediterrània                                           |                                                                                | mar interior mar mediterrani conca hidrogràfica | Superfície: 2500000km² Profunditat: 5267 1541m Volum: 3839000km³ | 38° N, 17° E / 38°N,17°E 0 msnm                                             |                                                      | Mediterranean Sea                    | Modifica les dades a Wikidata |
|        | port del Port de la Selva                                  | el Port de la Selva                                                            | port                                            |                                                                  | 42° 20′ 24″ N, 3° 12′ 08″ E / 42.33996068686113°N,3.202309880807712°E       |                                                      | Port of El Port de la Selva          | Modifica les dades a Wikidata |
|        | rec del Portaló                                            | el Port de la Selva                                                            | curs d'aigua                                    | Conca: 1.63ha                                                    | 42° 19′ 26″ N, 3° 16′ 56″ E / 42.3239°N,3.28211°E                           |                                                      |                                      | Modifica les dades a Wikidata |